# Фрустинго
Фрустинго (або фрістинго) — типовий різдвяний пиріг із регіону Марке, виготовлений із сухофруктів та інжиру; в Асколі воно називається frëštìnghë, у Фермо frustingu і в Пезаро bostrengo.

## Історія та підготовка
Фрустинго походить від panis picentinus, бідного та багатого хліба, описаного стародавніми римлянами; рецепт передбачав змішування аліки (манної крупи з полби, ячменю, твердої пшениці, спельти та родової пшениці марцайоло) з висушеним виноградним соком і приготування отриманої суміші в глиняних горщиках. Він був об'єктом інтересу Плінія, який описав, як його споживали розм'якшеним у молоці з медом.
Класичний рецепт, який повільно і природно розвивався з часом, як завдяки варіації смаку, так і для того, щоб компенсувати дефіцит деяких інгредієнтів, передбачає черствий хліб як основну страву, дрібно нарізаний і розм'якшений у бульйоні з сушених інжир, змішаний із вареним суслом (так званий сапа в Марші), до якого додають сухофрукти, шоколад і спеції (не забуваючи про посипання анісової мистри, яка присутня в численних солодощах з Маршу).
Тісто вимішується довго, час від часу додається місцева оливкова олія. Після тривалого відпочинку та розміщення у формах фрустинго готують у дров'яній печі, щоб нарешті його скуштувати, можливо, у супроводі келиха глінтвейну. Фрустинго офіційно включено до традиційних продуктів регіону як типовий продукт, який потрібно охороняти, захищати та рекламувати.
Інгредієнти типового фрустинго: інжир, султани, борошно типу «0» (або частіше борошно трителло), цукор або мед, оливкова олія першого віджиму, цукати, цитрон, волоські горіхи, мигдаль, какао, шоколад кава екстра темна, мелена та рідка, змішані лікери.